# 5423 Horahořejš
(5423) Horahořejš, denumire internațională (5423) Horahorejs, este un asteroid din centura principală de asteroizi.

## Descriere
5423 Horahořejš este un asteroid din centura principală de asteroizi. A fost descoperit pe 16 februarie 1983 la Observatorul Kleť de Zdeňka Vávrová. Asteroidul prezintă o orbită caracterizată de o semiaxă mare de 2,38 ua, o excentricitate de 0,16 și o înclinație de 2,7° în raport cu ecliptica.